# Else Kienle
Else Ida Pauline Kienle (* 26. Februar 1900 in Heidenheim an der Brenz; † 19. Juli 1970 in New York) war eine deutsche Ärztin und Schriftstellerin, die vor allem wegen ihres Widerstands gegen den § 218 bekannt wurde. 1931 kam sie wegen des Vorwurfs der gewerbsmäßig betriebenen Abtreibung kurzzeitig in Haft.

## Leben

### Kindheit und Jugend
Else Kienle kam als Tochter des Oberrealschullehrers Otto Konrad Kienle (1872–1946) und seiner Frau Elisabeth, geb. Zeller (1873–1944) zur Welt. Sie hatte einen sechs Jahre jüngeren Bruder, Otto (* 23. April 1906 in Heidenheim an der Brenz; † 9. April 1997 in Stuttgart). Großen Einfluss auf die Entwicklung des Mädchens nahmen ihr Großvater mütterlicherseits, Rudolf Zeller, und dessen Bruder Albert. In der Familie Zeller hatte der Beruf des Mediziners Tradition. Ihr berühmtester Vertreter, Elses Urgroßvater Albert Zeller (1804–1877), leitete viele Jahre die Heilanstalt Winnental für Geisteskranke in Winnenden bei Stuttgart. Seine Arbeit dort zeichnete sich besonders durch die Liberalisierung und Weiterentwicklung psychiatrischer Behandlungsmethoden aus und machte ihn zu einem geachteten und geschätzten Mann, der in den persönlichen Adel erhoben und mit dem Titel eines Hofrats ausgezeichnet wurde. Zudem wurde er Ehrenbürger der Stadt Winnenden.  Sein Sohn Albert, Elses Großonkel, wurde ebenfalls Arzt. Er wohnte und praktizierte in Ludwigsburg, und Else und Otto verbrachten gelegentlich ihre Ferien bei ihm. Für Else stand bald fest, dass sie auch Ärztin werden wollte.
Sie besuchte zunächst zwei Jahre die Schule in Heidenheim. Als der Vater als Oberrealschullehrer an die Realschule in Niederstetten versetzt wurde, wechselte sie auf diese Schule. Da die Eltern die Begabung ihrer kleinen Tochter schon früh erkannten, schickten sie sie auf das Progymnasium im nahe gelegenen Bad Mergentheim. 1916 zog der nun zum Studienrat beförderte Vater mit seiner Familie nach Esslingen. Dort konnte Else das Georgii-Gymnasium besuchen.
Else Kienle war im Gymnasium eines der ersten Mädchen. Ihre guten Lateinkenntnisse und ihr furchtloses Auftreten verschafften ihr schnell Respekt unter ihren Mitschülern. Während ihres zweijährigen Aufenthalts an dieser Schule und im Abitur war sie jeweils die Klassenbeste. Bevor Else aber ein Studium der Medizin aufnehmen konnte, musste sie hart dafür kämpfen. Dem väterlichen Wunsch nach einem Philologiestudium setzte sie ihren Kindheitswunsch einer medizinischen Ausbildung entgegen. Rückblickend notierte sie:

„Damals war es einfach undenkbar, dass eine Tochter aus gutem Hause einen Beruf ergriff, vom Medizinstudium ganz zu schweigen. Das 20. Jahrhundert und seine großen Wandlungen hatten zwar schon angefangen, doch die meisten von uns lebten immer noch in der Vergangenheit, die nicht die geringste Veränderung verhieß. Es war eine geordnete Vergangenheit, in der alles seinen angestammten Platz hatte, und an dem Platz, der den Frauen zugewiesen war, ließ sich nicht rütteln. Da ich Ärztin werden wollte, musste ich zuerst eine Rebellin werden.“

Nach langem Kampf setzte ihre Großmutter beim Näherrücken des Immatrikulationstages gegen alle Widerstände durch, dass Else im Oktober 1918 in Tübingen mit dem Medizinstudium beginnen konnte. Sie hatte eine große Begabung, jedweden Stoff zu erlernen, und besaß ein gutes Durchsetzungsvermögen. Diese beiden Charakterzüge prägten ihr späteres Leben.
Nach fünf Semestern bestand sie im März 1921 die ärztliche Vorprüfung. Neben ihren Studien ritt sie gern, spielte Tennis, liebte es zu singen und scheint ein sehr geselliger Mensch gewesen zu sein.
Sie setzte ihr Studium für zwei Semester an der Christian-Albrechts-Universität Kiel fort und ging dann für drei Semester an die Universität Heidelberg, wo sie sich nach dem Sommersemester 1923 zum Staatsexamen meldete, das sie am 8. Dezember desselben Jahres bestand. Für ihre Promotion blieb sie noch bis 1924 in Heidelberg. Ihre Dissertation Ein Fall von Melanosarkom der Aderhaut mit Perforation nach außen behandelte ein Thema aus der Augenheilkunde. Ihr Interesse daran war geweckt worden, als ihr Bruder im Jahr ihrer ärztlichen Vorprüfung an der Netzhaut des linken Auges erkrankt war, was zu dessen völliger Erblindung hätte führen können. Trotz erfolgreicher Behandlung blieb seine Sehkraft geschwächt.
Else Kienle wollte nicht wie ihre Vorfahren in der Psychiatrie arbeiten, sondern in der Chirurgie, insbesondere der Wiederherstellungschirurgie. Nach der Promotion ging sie nach Stuttgart und absolvierte dort an verschiedenen Krankenhäusern ihr Praktikum. Sie hätte anschließend gern eine Privatpraxis für Wiederherstellungschirurgie eröffnet, doch dafür fehlte es ihr an Geld. Daher arbeitete sie zunächst im Städtischen Krankenhaus in der Abteilung Dermatologie und Geschlechtskrankheiten, da die Chirurgie damals noch eine reine Männerdomäne war. Sie wurde dann im Stuttgarter Katharinenhospital Assistenzärztin auf der sogenannten „Polizeistation“, der geschlossenen Abteilung für Geschlechtskrankheiten. Hier wurden Prostituierte behandelt, die als geschlechtskrank gemeldet worden waren.

### Erste Ehe und Niederlassung
Im Frühjahr 1928 wurde Else Kienle zu einer Freundin gerufen, die ihren Vater, der sich nach einem finanziellen Zusammenbruch erhängt hatte, gefunden hatte. Hier traf sie den Hauptgläubiger des Toten, den Bankier Stefan Jacobowitz (1886–1946). Er war Inhaber der Württembergischen Privatbank. Jacobowitz muss von der 14 Jahre jüngeren Ärztin fasziniert gewesen sein und tat alles, um sie für sich zu gewinnen. Else hatte eine Vorliebe für einen großzügigen und glamourösen Lebensstil. Neben einem Reitpferd, das er ihr schenkte, bot er ihr an, ihr zu einer eigenen Praxis zu verhelfen. Nach seiner Scheidung heiratete sie den Vater von vier Kindern am 27. Juli 1929 in Stuttgart.
Sie ließ sich in der Marienstraße 25 in Stuttgart als Fachärztin mit einer Praxis für Haut- und Harnleiden, Beinleiden und Kosmetik nieder. Der Praxis war eine kleine Station mit sechs bis acht Betten angeschlossen, auf der eine Krankenschwester Dienst tat. Hier konnte Else kleine Operationen auf dem Gebiet der Wiederherstellungschirurgie durchführen. Hierbei handelte es sich um Unfall- oder Brandnarben, Kinder mit Lippen-Kiefer-Gaumenspalte und entstellende Kriegsnarben, aber auch um abstehende Ohren oder um Schauspieler und -innen, die sich Nase oder Brust verschönern lassen wollten.

### Kampf gegen den § 218 und Haft
Infolge der Weltwirtschaftskrise und der heraufziehenden Bankenkrise musste Stefan Jacobowitz 1930 die Württembergische Privatbank verkaufen. Er ging nach Berlin. Da Else Kienle gewerblich illegale Abtreibungen vorgenommen hatte, wurde sie Mitte Dezember 1930 anonym angezeigt und am 19. Februar 1931 zusammen mit dem Arzt und Schriftsteller Friedrich Wolf verhaftet. Sie saß in Einzelhaft und wurde zu insgesamt 210 Fällen vernommen, jeden Tag mehrere Stunden lang. Am 21. März begann sie einen Hungerstreik. Am Morgen des 27. März fiel sie, bedingt durch die fehlende Nahrung, in eine lange Ohnmacht. Nachdem sie sich geweigert hatte, in ein Krankenhaus eingeliefert zu werden, wurde sie nach vielen Telefonaten des Untersuchungsrichters mit dem Oberstaatsanwalt am nächsten Tag um 16 Uhr wegen Haftunfähigkeit entlassen. Sie beschloss, in Frankfurt am Main eine neue Praxis zu eröffnen, da in dieser Stadt zwei Bekannte lebten. Zunächst aber wurden Else Kienle und Friedrich Wolf nach ihrer Freilassung von der Bewegung gegen den Paragraphen 218 vereinnahmt. Sie sprachen für den „Kampfausschuss“ auf vielen Versammlungen im ganzen Land. Am 15. April 1931 fand die größte dieser Kundgebungen im Berliner Sportpalast mit weit über 10.000 Menschen statt.
Im Mai 1931 wurden beide sogar von der sowjetischen Ärzte- und Schriftstellerorganisation in die Sowjetunion eingeladen. Nach ihrer Rückkehr eröffnete Else Kienle in Frankfurt in der Bockenheimer Landstraße 63 ihre Praxis. Sie nahm weiterhin am Kampf gegen den Abtreibungsparagraphen teil und nahm auch Schwangerschaftsabbrüche vor. 1932 erschien auch ihr erstes Buch Frauen – Aus dem Tagebuch einer Ärztin. Im Laufe des Jahres 1932 wurde sie von Stefan Jacobowitz geschieden. Im Herbst 1932 erhielt sie einen Hinweis, dass sie mit einer erneuten Verhaftung rechnen müsse. Sie fühlte sich nicht mehr sicher und floh über Saarbrücken nach Frankreich. Der Grund für ihre Flucht war höchstwahrscheinlich, dass sie am 16. März 1932 bei der jungen Jüdin Edith Hofmann einen Schwangerschaftsabbruch vorgenommen hatte und das Mädchen am 6. April 1932 im Langener Krankenhaus aus ungeklärten Gründen gestorben war.

### Exil, zweite Ehe und Niederlassung in New York
Nachdem Else Kienle im Herbst 1932 untergetaucht war, wurde sie noch jahrelang steckbrieflich gesucht. Der letzte bekannte Steckbrief ist auf den 5. April 1940 datiert. Im Januar 1933 wurde das Stuttgarter Verfahren gegen sie und Friedrich Wolf vorläufig eingestellt, der Kampf der Frauen um Menschenwürde und Frauenwürde ging im Nationalsozialismus unter.
Auf einer Reise an die französische Riviera lernte Else Kienle den Amerikaner George LaRoe kennen und lieben. Er war Europa-Vertreter der Socony Oil Company und machte an der Côte d’Azur Ferien. Die Heirat mit ihm eröffnete ihr die Möglichkeit eines Neuanfangs in den USA. Bis auf Besuche kehrte sie nicht mehr nach Deutschland zurück.
Das Ehepaar LaRoe bezog eine Wohnung in New York. Else verbesserte ihre Englischkenntnisse und bewarb sich um das amerikanische Arztdiplom und die Zulassung als Ärztin, weil sie wieder eine Praxis eröffnen wollte. Bis dahin arbeitete sie in einem Schönheitsinstitut, das auf medizinischer Basis arbeitete. Hier kamen ihr ihre Kenntnisse als Hautärztin zugute. Sobald sie ihre Lizenz als Ärztin und die Genehmigung zur Niederlassung hatte, eröffnete sie mit finanzieller Hilfe ihres Mannes eine Praxis in der Park Avenue. Dort wohnten sie auch in einer eleganten Wohnung über zwei Etagen. Sie spezialisierte sich mit der Zeit auf plastische Chirurgie (Schönheitschirurgie). Nicht lange nach ihrer Ankunft in New York stellte Else fest, dass ihr Mann Alkoholiker war. Nachdem er erfolglos mehrere Entziehungskuren gemacht und auf Grund des Alkohols beruflich keinen Neuanfang geschafft hatte, ließ sich das Ehepaar vermutlich 1936 scheiden. Allerdings behielt Else den Namen LaRoe bis an ihr Lebensende bei. Sie verlegte Praxis und Wohnsitz in die 62nd Street in das elegante Ärzteviertel auf der Eastside.

### Dritte Ehe, Kriegs- und Nachkriegszeit
In einem Golfclub lernte Else LaRoe den Zahnarzt Ernest C. Gierding kennen. Er wurde 1937 ihr dritter Ehemann. Allerdings trennte Else sich schon nach kurzer Zeit wieder von ihm. Nach ihrer Scheidung erhielt sie 1938 in New York Besuch von ihrem Bruder Otto und ihren Eltern. Es war das letzte Mal, dass sie ihre Eltern sah. Ihr erster Mann, Stefan Jacobowitz, musste unterdessen wegen seiner jüdischen Herkunft aus dem nationalsozialistischen Deutschland fliehen und ging nach Paris. Dort konnte er seinen Beruf nicht ausüben. Else reiste 1939, vor Ausbruch des Zweiten Weltkriegs, ebenfalls nach Paris, um dort ihren Bruder noch einmal zu treffen. Dort begegneten sich die früheren Eheleute. Sie versuchte Jacobowitz zu überreden, in die Staaten auszureisen, weil er dort sicherer sei. Aber erst Ende 1940 konnte Jacobowitz sich zu diesem Schritt entschließen. Seine abenteuerliche Flucht wurde von Franz Werfel, den er auf der Flucht kennenlernte, zu dem Theaterstück Jacobowsky und der Oberst verarbeitet, das am Broadway aufgeführt und 1958 von Peter Glenville mit Danny Kaye und Curd Jürgens in den Hauptrollen verfilmt wurde (Jakobowsky und der Oberst).
Else LaRoe machte sich in New York einen Namen als Dermatologin und Schönheitschirurgin. Da im Krieg jegliche Verbindung zu ihrer Familie abgebrochen war, versuchte sie sofort nach Kriegsende den Kontakt wieder herzustellen und erhielt von ihrem Vater die Nachricht, dass ihre Mutter 1944 verstorben war. Es erwies sich als unmöglich, ein Visum für das besetzte Deutschland zu bekommen; daher konnte sie ihren Vater vor seinem Tod 1946 nicht mehr wiedersehen. Erst 1949 konnte sie ihren Bruder in Stuttgart besuchen. 1946 traf Else ein weiterer Schicksalsschlag: Stefan Jacobowitz rief sie nach einem Herzanfall zu sich. Sie konnte sein Leben trotz der Hilfe eines hinzugezogenen Herzspezialisten nicht retten.

### Vierte Ehe
Etwa zwölf  Jahre nach der kurzen Ehe mit Gierding lernte Else LaRoe bei einem Kollegen einen ungewöhnlichen Mann kennen. Sein Name war Ish-Ti-Opi, Angehöriger des Choctaw-Stammes in Oklahoma. Dieser Mann, der bürgerlich Wesley L. Robertson hieß, war bis zum Krieg als Konzertsänger tätig gewesen. Durch eine schwere Verwundung konnte er nach dem Krieg seine Konzerttourneen nicht wieder aufnehmen und arbeitete nun als Modezeichner.  Trotz ihrer unterschiedlichen Herkunft verbanden die beiden viele gemeinsame Interessen. 1950 heirateten sie. Sie führten eine glückliche Ehe.
Es zog Else und ihren Mann vermehrt nach Mexiko. Nach verschiedenen Reisen, vor allem an die Westküste Mexikos, kaufte sie ein Haus in Cuernavaca, wo sie viel Zeit verbrachten. Else LaRoe reiste nur noch nach New York, um die von ihrer Sekretärin vereinbarten Operationstermine wahrzunehmen. Durch spekulative Investitionen über betrügerische Mittelsmänner verlor sie jedoch viel Geld und musste schließlich ihr Haus in Cuernavaca verkaufen.
1957 schrieb Else ihr zweites Buch Woman Surgeon, dessen deutsche Ausgabe 1968 unter dem Titel Mit Skalpell und Nadel erschien. 1957 und 1958 besuchten Else und Wesley ihren Bruder und dessen Frau in Stuttgart. 1966 reiste Else zum letzten Mal nach Deutschland. Damals war ihre Gesundheit schon sehr angegriffen, und die weite Reise machte ihr große Beschwerden.

### Tod
Am 20. März 1970 starb Wesley Robertson. Nur vier Monate später, am 19. Juli 1970, starb Else Kienle in New York und wurde in Union City (New Jersey) eingeäschert. Die Urne wurde anschließend zum Friedhof von Durant in Oklahoma versendet und dort im Grab des Ehemannes beigesetzt.

## Ehrungen
In Neumünster (Schleswig-Holstein) und Hemmingen (Württemberg) wurde jeweils eine Straße nach ihr benannt.
Im Stuttgarter Osten erhielt ein langgezogener Treppenweg am 7. März 2016 den Namen „Else-Kienle-Staffel“.

## Schriften
- Else Kienle: Frauen. Aus dem Tagebuch einer Ärztin. Kiepenheuer, Berlin 1932; 2. Auflage, mit historischen Erläuterungen von Maja (d. i. Mascha) Riepl-Schmidt: Schmetterling, Stuttgart 1989, ISBN 3-926369-10-8.
- Else K. LaRoe: The Breast Beautiful. House of Field, New York 1940.
- Else K. LaRoe: Woman Surgeon. Autobiography. Dial Press, New York 1957.
  - deutsch: Mit Skalpell und Nadel. Das abenteuerliche Leben einer Chirurgin. Übersetzt von Ursula von Wiese. Albert Müller, Rüschlikon 1968.